# Pidlisky
Pidlisky (ukr. Підліски, hist. pol. Niagryn) – wieś na Ukrainie, w  obwodzie iwanofrankiwskim, w rejonie dolińskim.